# E-sport

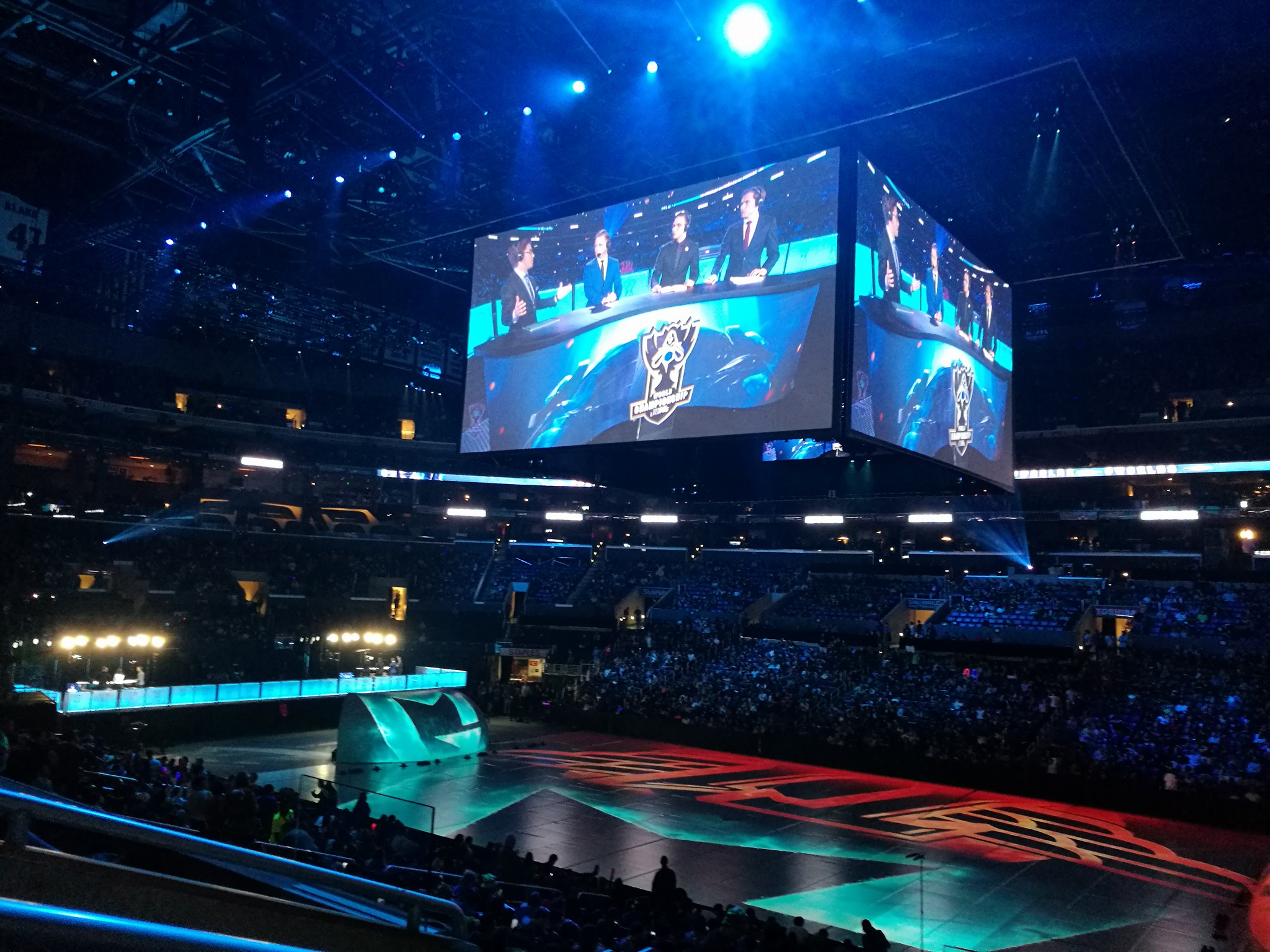
De finale van het wereldkampioenschap League of Legends in 2016.

E-sport (van het Engelse electronic sports) is het competitief (in wedstrijdverband) spelen van computerspellen.
Over het algemeen worden de wedstrijden gespeeld met behulp van de multiplayer-modus van een computerspel. De regels van de competitie worden bepaald door de software (van het computerspel) en externe reglementen, zoals de regels van de wedstrijdorganisator. E-sport kan op pc's en op spelcomputers worden beoefend. De deelnemers worden e-sporters genoemd. Er kunnen verschillende disciplines per computergame zijn, zoals een aanvaller, een verdediger of verkenner. Bij individuele computerspellen zijn er competities zowel op individueel als op teamniveau.

## Benaming
Er is verschil van mening over of het spelen van games als "sport" beschouwd kan worden. E-sport wordt in slechts enkele landen (VS, Brazilië, China, Zuid-Korea, Frankrijk) erkend door de gevestigde sportfederaties als een sport. De overkoepelende sportorganisatie NOC*NSF uit Nederland classificeert e-sport als het georganiseerd en competitief spelen van computerspellen (video games) tussen teams of individuele spelers.

## Populariteit
Geografisch gezien speelt e-sport zich vooral af in de meer ontwikkelde landen. Zuid-Korea bijvoorbeeld, is momenteel het land met de meest prestigieuze e-sportcompetities. Bovendien krijgen professionele gamers daar sinds het jaar 2000 een officiële licentie. Naast Zuid-Korea spelen de meeste competities zich af in Europa, Noord-Amerika, Australië en China. In 2013 was de Canadese League of Legends-speler Danny Le (Shiphtur) de eerste pro-gamer die een tijdelijk werkvisum (P-1A) kreeg voor een competitie in de Verenigde Staten. Dit visum wordt enkel uitgereikt aan internationaal erkende atleten.
Major League Gaming gaf rapporten vrij waaruit bleek dat 85% van hun deelnemers mannelijk is, tegenover 15% vrouwelijke deelnemers. 60% van de deelnemers is tussen 18 en 34 jaar. Het feit dat gamen minder populair is bij vrouwen heeft hier waarschijnlijk mee te maken en er wordt verwacht dat er ook meer vrouwelijke e-sport atleten zullen zijn als de negatieve stereotypen omtrent e-sport verdwijnen.

## Geschiedenis
De geschiedenis van e-sport gaat terug naar de jaren 50 van de twintigste eeuw, met de opkomst van competitieve spellen zoals Nim, boter-kaas-en-eieren, OXO, dammen en schaken.
In 1958 kwam Tennis for Two, het eerste videospel gemaakt door de Amerikaan William Highinbotham. Met het spel kunnen twee personen tennis spelen op een oscilloscoop. Daarmee is de geschiedenis van e-sport nauw verbonden met de geschiedenis van computerspellen.
Atari organiseerde in 1980 een Space Invaders-wedstrijd, die meer dan 10.000 deelnemers trok. Een jaar later werd in de VS het U.S. National Video Game Team opgericht, dat in 1983 een tour door Amerika maakte. De wedstrijden werden uitgezonden op de televisie en sommige resultaten kwamen in het Guinness Book of Records.
Ook Nintendo organiseerde in 1990 een wereldkampioenschap in de VS. De winnaars ontvingen een gouden Nintendo spelcartridge.
De term electronic sports werd pas voor het eerst gebruikt in de jaren 90. Het woord is een samenstelling van de Engelse woorden electronic en sport. 
De term esports werd pas voor het eerst gebruikt als collectief zelfstandig naamwoord in 2000. De Koreaanse minister van Cultuur, Sport en Toerisme, Park Jie-won, gebruikte het woord tijdens de oprichtingsceremonie van Korean e-Sports Association.
Esports is een internationaal geaccepteerde term voor e-sport, zoals aanbevolen door de AP Stylebook van Associated Press in 2017.

### Netwerkgebaseerde e-sport (1995-1999)

Een LAN-party in Zweden (2004).

Door de uitbreiding van het internet, alsmede de dalende computerprijzen, werden eind jaren 90 computerspellen die via een netwerk gespeeld kunnen worden enorm populair. Spelers namen het op tegen elkaar via een lokaal netwerk (LAN) en internet. Met de intreding van zogenaamde LAN-party's werden rond het jaar 2000 grote bijeenkomsten georganiseerd.
Met het steeds sneller worden van internetverbindingen werden de beperkingen opgeheven en hierdoor mondiale competities mogelijk.

### Mondiale toernooien (2000-2009)

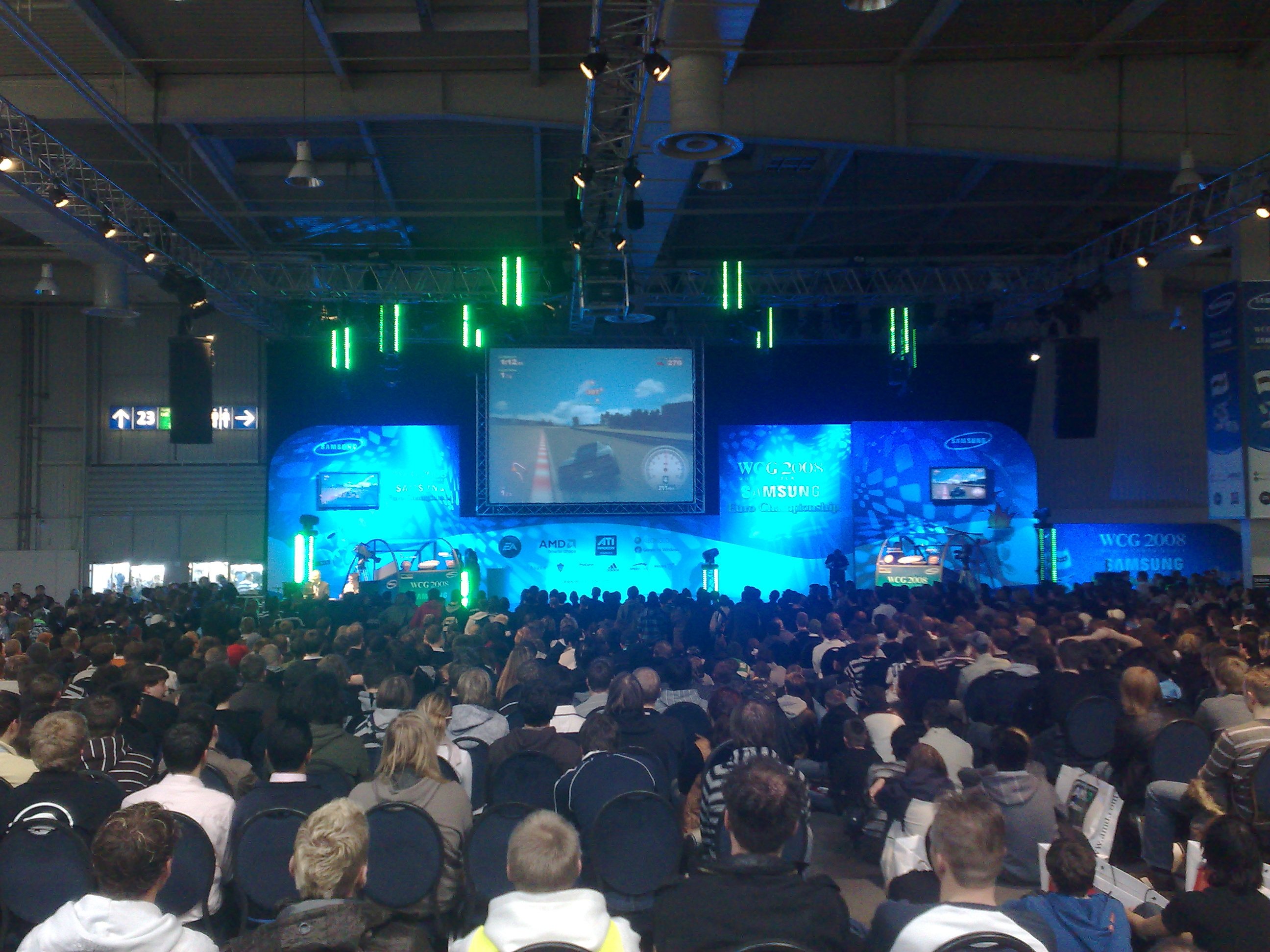
Toeschouwers tijdens de WCG in Keulen (2008).

In de Zuid-Koreaanse hoofdstad Seoel werd in 2000 de eerste World Cyber Games georganiseerd, dit gold toen als het grootste e-sporttoernooi. Het toernooi imiteert de opzet van de Olympische Spelen, inclusief openingsceremonie. Tijdens het toernooi worden een groot aantal populaire spellen gespeeld, zoals StarCraft II: Wings of Liberty, League of Legends en Counter-Strike.
De Electronic Sports World Cup is een wereldkampioenschap dat in 2003 ontstond uit het kleinere lokale LAN Arena, georganiseerd door het Franse bedrijf Ligarena. Bij deze kampioenschappen kwalificeren deelnemers zich in nationale kampioenschappen om hun land te vertegenwoordigen in de finale.

### Groei (2010-heden)
Vanaf 2010 groeide e-sport aanzienlijk, het aantal kijkers en de hoogte van het prijzengeld nam elk jaar toe. Ook het aantal georganiseerde toernooien groeide van 10 in 2000 naar ongeveer 260 in 2010.
Ook door de populariteit van streaming media raakte e-sport bekend onder een breder publiek. Op Twitch, een videosite gericht op het streamen van games, worden veel populaire competities uitgezonden. In 2013 werd op dit platform in totaal 12 miljard minuten gekeken naar wedstrijden van League of Legends en Dota 2.

## Verbintenis
Professionele gamers zijn vaak aangesloten bij een team of organisatie. Hier ontvangen zij een salaris, en prijzengeld uit gewonnen toernooien. Teams worden ook vaak gesponsord door fabrikanten van computerhardware, of door traditionele sportatleten, zoals basketballers Rick Fox, Jeremy Lin en Shaquille O'Neal, die investeren of een grootaandeel bezitten in een club.

## Populaire spellen
Veelgespeelde genres en spellen voor e-sport zijn gewisseld door de jaren heen. Vanaf de jaren twintig van de eenentwintigste eeuw worden de volgende gebruikelijke genres en speltitels in competities gespeeld:

### Strategie
Spellen waarin spelers in real-time legers en middelen beheren om tegenstanders te verslaan. Strategie en tactiek zijn cruciaal.
Real-time strategy (RTS) 
- StarCraft II
- Age of Empires II
- Warcraft III: The Frozen Throne

Turn-based strategy (TBS) 
- Civilization VI
- XCOM 2
- Total War

Multiplayer Online Battle Arena (MOBA)
- Dota 2
- League of Legends

### Schietspellen
Actiespellen waarin de speler door de ogen van het personage kijkt of over de schouder mee kijkt en voornamelijk schietgevechten voert. Reactiesnelheid en nauwkeurigheid zijn essentieel.
First-Person Shooter (FPS)
- Counter-Strike: Global Offensive (CS:GO)
- Valorant
- Apex Legends
- Call of Duty: Warzone
- Overwatch
- Rainbow Six Siege

Third-Person Shooter (FPS)
- Fortnite
- PlayerUnknown's Battlegrounds
- Gears of War

### Vechtspellen
Spellen waarin spelers één-op-één gevechten aangaan met een focus op melee combat. Combinaties van aanvallen en verdedigingen spelen een grote rol.
- Super Smash Bros. Ultimate
- Street Fighter
- Tekken-serie
- Dungeon Fighter Online

### Racespellen
Spellen waarin spelers voertuigen besturen en strijden om de snelste tijd of eerste plaats te bereiken. Realisme en snelheid zijn vaak belangrijk.
Simulatie
- iRacing
- Assetto Corsa Competizione
- F1 (computerspelserie)

Arcade
- Forza-serie
- Project Gotham Racing-serie
- Mario Kart-serie

### Sportspellen
Simulaties van echte of fictieve sporten. Spelers nemen deel aan sportevenementen en competities, vaak met realistische graphics en gameplaymechanismen.
- FIFA-serie
- Pro Evolution Soccer-serie
- Rocket League
- NBA 2K23
- Madden NFL 23
- NHL 23

### Overig
Digitale Verzamelkaartspellen 
zijn spellen waarin spelers digitale kaarten verzamelen en strategisch inzetten om tegenstanders te verslaan. Deck-building en tactiek zijn belangrijk.
- Hearthstone
- Magic: The Gathering Arena

Auto Battler
is een genre van spellen waarin spelers een team van eenheden samenstellen die automatisch vechten tegen teams van andere spelers. Strategie en positionering zijn cruciaal.
- Teamfight Tactics
- Dota Underlords
- Auto Chess

## Teams
Enkele bekende teams zijn:
- Astralis
- Cloud9
- Counter Logic Gaming
- Dignitas
- Evil Geniuses
- FaZe Clan
- Fnatic
- Mineski
- Mousesports
- Natus Vincere
- Ninjas in Pyjamas
- OpTic Gaming
- Serious Gaming
- SK Gaming
- SK Telecom T1
- Splyce
- Team Envy
- Team Liquid
- Team SoloMid
- Tribe Gaming
- Virtus.pro
- G2 Esports

## Internationale competities
Er zijn meerdere internationale e-sportorganisaties die wereldkampioenschappen in e-sport organiseren. Alisports, de sport-tak van bedrijf Alibaba Group, organiseert jaarlijks de World Electronic Sports Games, beter bekend als WESG, voor diverse spellen. De regels zijn sterk gebaseerd op de Olympische Spelen, waarbij elk team moet bestaan uit spelers van hetzelfde land en elk land of regio eigen kwalificatiewedstrijden heeft. De spellen die worden gespeeld worden elk jaar opnieuw gekozen. De finales vinden altijd plaats in China. De totale prijzenpot voor de editie uit 2018 was $2.507.500.
De World Cyber Games, beter bekend als WCG, worden sinds 2000 gehouden en zijn ook op de Olympische Spelen gebaseerd. In tegenstelling tot WESG vinden de finales van het WCG elk jaar in een ander land plaats. De 2019-editie van WCG is de eerste in vijf jaar.
De internationale overkoepelende e-sportorganisatie is het IeSF, opgericht in 2008. Zij organiseren jaarlijks wereldkampioenschappen voor e-sport.
Naast deze wereldkampioenschappen bestaan er een aantal noemenswaardige internationale (officiële) toernooien. Bij de meeste van deze toernooien wisselt het spelaanbod, afhankelijk van de belangstelling voor de spellen. Uitzonderingen hierop zijn toernooien rond een enkel spel, zoals de GOMTV Global Starcraft II League en The International.

## E-sport in België
In België wordt professioneel gamen georganiseerd sinds 2008, toen in Antwerpen voor de eerste maal het Antwerp E-sports Festival werd gehouden. De prijzenpot van het toernooi was 50.000 euro.
De Belgische sector wordt vertegenwoordigd door de Belgian Esports Federation (BESF). Deze organisatie is tevens lid van Esports Europe (EEF)

## E-sport in Nederland
Sinds 2000 houdt Nederland zich serieus bezig met e-sport. De eerste organisaties zijn onder andere verschillende LAN-party-organisaties zoals Netgamez, The Party, CowWorks (dat de eerste World Cyber Games-kwalificaties op zich nam), en verschillende gamecenters zoals The Game Syndicate (inmiddels failliet) in Rotterdam, en The Cybe in Tilburg. 
Sinds 2005 speelt de Nederlandse e-Sport Bond, ESB, een belangrijke rol bij de jaarlijkse organisatie van het officiële Nederlands kampioenschap. Dit evenement wordt gehouden als dochterevenement bij het Dutch Gaming Festival, een jaarlijks terugkerend evenement dat meestal wordt gehouden in Eindhoven. Daarnaast heeft de e-sportbond een aantal e-sportclubs en verenigingen opgezet. Het is de bedoeling dat deze clubs in competitieverband gamen.
CowWorks is failliet gegaan en de licentie was tussen 2007 en 2010 in handen van Gamekings. 
Sinds 2011 wordt het kwalificatietoernooi georganiseerd door de E-sportbond.
Het Kenniscentrum Sport & Bewegen maakt sinds 2021 onderscheid tussen Esports, Gaming en Gamification (EGG). Deze instelling ziet e-sport als topsportvorm en gaming als recreatieve activiteit met een computerspel. Ook is er een overzicht van het Nederlandse e-sport ecosysteem uitgebracht.
In 2021 is Branchevereniging Esports Nederland (BEN) opgericht. Dit betekende een vooruitgang in de opkomst van de Nederlandse e-sport sector. De E-sportbond is lid van deze branchevereniging. Sinds november 2023 is BEN geassocieerd bij NOC*NSF.

### Prominente gaming teams
Nederland is verbonden aan de geschiedenis van drie prominente gaming teams.
- Fnatic, een wereldwijd prestigieus team, mede opgericht door een Nederlander en voortgekomen uit een Nederlands team.
- Serious Gaming, een in 2004 in Amsterdam opgericht gamingteam dat sinds jaren ook tot de grootste ter wereld behoort.
- Team Liquid, een prominent StarCraft en StarCraft II-team. Kent ook een Nederlandse origine door medeoprichter Victor Goossens.

Sinds 2016 wordt parallel aan de Eredivisie bij het voetbal de E-Divisie gespeeld, een voetbalcompetitie die met de FIFA-spellen wordt gespeeld. Hiervoor zoekt iedere club die in de Eredivisie speelt, jaarlijks een e-sporter die de betreffende club in deze competitie vertegenwoordigt.

### Prominente competitieve gamers
Uit Nederland komen ook een aantal prominente competitieve gamers. Met name Manuel "Grubby" Schenkhuizen is sinds zijn wereldkampioenschap in 2004 een wereldwijd bekende gamer. Ook namen als Sander "Vo0" Kaasjager, die in 2004 een recordbedrag op toernooien wist te verdienen en met Painkiller op het ESWC 2004 de eerste plaats behaalde. Een andere bekende Nederlandse e-sporter is Wouter "Handewasser" van Someren die tweemaal, in 2007 en 2008, de World Cyber Games wist te winnen met Project Gotham Racing 3 en Project Gotham Racing 4, en daarmee een plek in de World Cyber Games Hall of Fame verkreeg. Chris "ChrisJ" de Jong is de best presterende Nederlandse Counter-Strike: Global Offensive-speler, het bekendst van zijn zes jaar activiteit bij het Duitse Mousesports.
Dave "Rojo" Jong is een andere prominente Nederlandse e-sporter, bekend om zijn opvallende prestaties in Fortnite in 2019. Hij heeft in totaal $1.167.000 gewonnen in Fortnite-toernooien. Tijdens het Fortnite World Cup 2019 duo-toernooi behaalden Rojo en zijn teamgenoot Jaden "Wolfiez" Ashman een tweede plaats, wat hen $2.250.000 opleverde.
In 2023 werd het Nederlandse team titelwinnaar van het Wereldkampioenschap Vrouwen Counter-Strike. Het team bestaat uit vijf spelers, waaronder NIP Impact-spelers Kiara "⁠Qiyarah⁠" Janssen en Naomi "⁠Nayomy⁠" Janssen. Ze worden vergezeld door Luna "⁠ManeschijnX⁠" Akkermans. Halat "⁠Missy⁠" Naby en Melania "⁠Gina⁠" Mylioti vormen de rest van het team voor dit kampioenschap..

### E-sport en educatie
Tilburg University was de eerste universiteit in Europa die op haar campus een ruimte speciaal voor e-sport opende.
Het Grafisch Lyceum Rotterdam heeft vergelijkbare faciliteiten voor e-sport ingericht.
Bij Sportcentrum Papendal is het Esports Talent Center Gelderland geopend. Dit is een samenwerking tussen HAN University of Applied Sciences en Provincie Gelderland voor primair en voortgezet onderwijs. Er wordt stilgestaan bij thema's zoals voeding, slaap, herstel en een talentvolle leefstijl.
De Haagse Hogeschool biedt de opleiding Esports, Gaming & Gamification vanuit de faculteit Gezondheid, Voeding & Sport.
Verder is er bij ROC van Amsterdam de opleiding Esports, Game & Event Manager binnen de sector Sport & Bewegen.
De Amsterdam University of Applied Sciences heeft de minor Future of Esports binnen de opleidingen Sportmanagement/Sportkunde/Sportstudies, Commerciële Economie/Sportmarketing of Lichamelijke Opvoeding en Gameontwikkeling.
Bij Fontys wordt e-sport meegenomen in de opleiding SPECO Sportmarketing binnen Commerciële Economie.
Tilburg University staat stil bij e-sport binnen opleiding Vrijetijdsstudies. Dit programma wordt aangeboden in samenwerking met Breda University of Applied Sciences.

## Media
Het hoofdzakelijke medium voor verslaglegging van e-sport is het internet. Midden jaren 2010 richtten grote nieuwswebsites, zoals ESPN, Yahoo!, Sport1, en Kicker, een sectie in gericht op e-sport. Het is gebruikelijk dat wedstrijden worden voorzien van commentators die verslag leggen van de spelstand.
Er zijn verschillende televisiezenders, voornamelijk in Zuid-Korea, die zich uitsluitend bezighouden met het uitzenden en organiseren van e-sportevenementen. Een aantal van deze televisiezenders zijn OnGameNet, MBCGame, GEEKTV en GOMtv die zich met name richten op StarCraft: Brood War en StarCraft II: Wings of Liberty.

## Trivia
- Regisseur Jos de Putter heeft een documentaire gemaakt over e-sport genaamd Beyond the Game.